# RussoRosso
«RussoRosso» (досл. Русский (итал. russo) Красный (итал. rosso), каламбур, отсылающий к фильму «Кроваво-красное») — российское интернет-медиа, посвящённое фильмам ужасов и триллерам. Основано в 2016 году.

## История
В 2016 году издание основал кинопродюсер Владислав Северцев с коллегами по киностудии «10/09», специализирующейся на фильмах в жанре ужасов. Одним из основателей стал социолог и кинокритик Денис Салтыков, который также был автором и главным редактором сайта.
В 2018 году издание вошло в медиасеть «HORROR WEB», которая объединяет такие издания, как «Darker», «Зона Ужасов» и некоторые другие.
В 2019 году сайт запустил подкаст, в котором авторы издания обсуждали фильмы ужасов, триллеры и мистику. В пилотном выпуске подкаста авторы сайта обсудили экранизацию романа Стивена Кинга «Кладбище домашних животных». Последний выпуск подкаста (выпуск о фильме «Кто не спрятался» Дейва Франко) вышел 11 октября 2020 года.
7 октября 2021 Денис Салтыков скончался, вследствие онкологического заболевания. В его память на сайте был опубликован некролог от нынешней редакции и авторов сайта.
24 февраля 2022 года издание объявило о временном приостановлении публикации материалов в связи со вторжением России на Украину. 7 марта издание возобновило публикацию материалов.